# Polsk-litauiska samväldets riksvapen
Polsk-litauiska samväldets riksvapen var en sammanställning av Polens statsvapen och Litauens statsvapen och representerade unionen mellan länderna.